# 上原啓史
上原 啓史（うえはら ひろふみ、1947年- ）は、日本の地方公務員、造園家。公益財団法人横浜市緑の協会理事長。
横浜市役所に入庁以来、市の公園緑地行政全般について幅広く従事。横浜市で理事・環境創造局長公益財団法人かながわトラストみどり財団評議員一般社団法人横浜市造園協会専務理事公益財団法人都市緑化機構監事などを歴任。公園緑地行政で全国に先駆けた取組をおこなう。
以来公民連携などを進める山下公園のレストハウス運営、日本初の立体都市公園となるアメリカ山公園の整備などで知られ、2017年の第33回全国都市緑化よこはまフェアでは開催に主導的に取り組む。

## 参考
1. 1 2 3  第42回北村賞
2. ↑  平成28年度退職者等再就職先一覧 - 横浜市ホームページ
3. ↑  歴史文化講座 「時代の旅人」「時代の旅人」 - 横浜市緑の協会
4. ↑  “公益財団法人横浜市緑の協会はどんな会社？Weblio辞書”. www.weblio.jp. 2021年2月12日閲覧。
5. ↑  里山ガーデンフェスタ実行委員会名簿- 里山ガーデン
6. ↑  “Facebook”. ar-ar.facebook.com. 2021年2月12日閲覧。
7. ↑  公益財団法人かながわトラストみどり財団役員名簿CANPAN FIELDS
8. ↑  “公益財団法人 サカタ財団｜奨学金｜「未来のタネをまく人材」の育成に寄与”. www.sakatazaidan.or.jp. 2021年2月12日閲覧。
9. ↑  “役員名簿｜一般社団法人横浜市造園協会（公式ホームページ）”. 一般社団法人横浜市造園協会. 2021年2月12日閲覧。
10. ↑  公益財団法人都市緑化機構 役員・評議員名簿 - 公益財団法人都市緑化機構
11. ↑  “緑化フェア成功に向けて② 横浜市の上原啓史理事に聞く｜建設ニュース 入札情報、落札情報、建設会社の情報は建通新聞社”. 建通新聞. 2021年2月12日閲覧。